# سيفات غولر
سيفات غولر (بالتركية: Cevat Güler)‏ هو لاعب كرة قدم ومدرب كرة قدم تركي، ولد في 12 مارس 1959 في أردو في تركيا. لعب مع نادي بشكتاش.

## وصلات خارجية
- سيفات غولر على موقع قاعدة بيانات كرة القدم.إي يو (الإنجليزية)
- سيفات غولر على موقع عالم كرة القدم.نت (الإنجليزية)